# Kasangati
Kasangati ist eine Stadt in der Central Region in Uganda. Sie befindet sich im Distrikt Wakiso und hat den Status eines Town Council innerhalb des Distrikts. Dank ihrer günstigen Lage nördlich der Stadt Kampala verzeichnet sie ein rasantes Bevölkerungswachstum.

## Bevölkerung
Im August 2014 bezifferte eine Volkszählung die Einwohnerzahl auf 142.361.